# Kaluu
Kaluu es un personaje ficticio que aparece en los cómics estadounidenses publicados por Marvel Comics.

## Historial de publicaciones
El personaje apareció por primera vez en la historia "From the Nameless Nowhere Comes... Kaluu!" en Strange Tales # 147 (agosto de 1966). Las primeras cinco páginas fueron escritas por Stan Lee, con Denny O'Neill escribiendo la otra mitad de la historia (acreditado como "Our Vacationin 'Sorcerer" y "Our Sorcerer's Apprentice", respectivamente), y Bill Everett proporcionó todo el arte.

## Biografía del personaje ficticio
Kaluu nació hace más de quinientos años en la mística ciudad de Kamar-Taj, un pueblo en las montañas del Himalaya. Él y el Anciano se convirtieron en compañeros de estudios de las artes místicas.
Varnae, el mayor de los verdaderos vampiros, se reunió con Kaluu y le transmitió el conocimiento del compendio primigenio de magia negra conocido como Darkhold. Posteriormente, Kaluu se dispuso a hacerse gobernante de Kamar-Taj. Mientras el Antiguo continuaba sus estudios, Kaluu usó su hechicería para influir en las mentes de la gente de Kamar-Taj. Eventualmente, Kaluu y el Anciano juntos lanzaron un hechizo que eliminó la enfermedad, la pobreza y el sufrimiento de Kamar-Taj y otorgó a su gente la inmortalidad. Poco después, la gente de Kamar-Taj, respondiendo a la influencia mágica de Kaluu en sus mentes, lo coronó como su rey. Durante más de un año, Kaluu organizó a los hombres de Kamar-Taj en un ejército de conquista. Mientras tanto, Kaluu aumentó lentamente su control místico sobre las mentes de la gente de Kamar-Taj para que se convirtieran en poco más que sus títeres plácidos. El Anciano intentó advertir a la gente de Kamar-Taj sobre Kaluu, pero la magia de Kaluu les impidió prestarle atención. Kaluu golpeó al Anciano con un rayo mágico por detrás que lo paralizó. Entonces Kaluu hizo que sus soldados conquistaran una aldea vecina y la redujeran a esclavitud.
Usando magia negra para controlar a la gente de Kamar-Taj, libró una guerra contra el Anciano, pero convocó una peste que casi aniquiló a toda la población de Kamar-Taj y obligó a Kaluu a huir a la dimensión de Raggador. Salió de Raggador cinco siglos después e intentó robar el Libro de los Vishanti. Fue derrotado por el Doctor Strange y arrojado a otra dimensión en animación suspendida.
Las fuerzas desatadas en una batalla entre Doctor Strange y Urthona finalmente liberaron a Kaluu de su encarcelamiento. Cuando regresó del exilio se convirtió en un hombre de negocios y acumuló una gran fortuna. Formó una alianza con el asediado Doctor Strange y lo instruyó en la práctica de la magia negra. Junto a Strange, luchó contra Shuma-Gorath y varios otros males antiguos. También fue testigo de la derrota de Shuma-Gorath del Doctor Strange. Kaluu, Strange, Rintrah y Enitharmon el Tejedor, regresaron a la dimensión Tierra donde lanzó un hechizo para eliminar la contaminación física y astral de Strange causada por el uso de magia negra.
Kaluu planea vivir una vida tranquila y agradable, mientras vive del dinero que ganó al influir en el mercado de valores.
Se lo ve comunicándose a través de una bola de cristal con el nuevo Ronin (que en realidad era Blade haciéndose pasar por el "Héroe Araña").
Kaluu aparece más tarde como miembro de los Poderosos Vengadores.

## Poderes y habilidades
Kaluu tiene la capacidad de manipular fuerzas mágicas para una gran cantidad de efectos, incluyendo levitación, teletransportación, proyección de energía, conjuración de pequeños objetos físicos, transformación física de objetos y el aprovechamiento de energía extradimensional al invocar entidades u objetos de poder existentes. en dimensiones tangenciales a las de la Tierra a través de la recitación de hechizos. Él ha usado esta habilidad para volverse inmortal. También tiene los poderes del mesmerismo, el pensamiento, la ilusión y la proyección astral.
Según la historia del personaje, Kaluu es posiblemente el mago negro humano más poderoso y vivo. La magia de Kaluu se deriva no solo de los poderes personales, universales y dimensionales: tiene poderes ganados al aprovechar las fuerzas de la vida de los seres vivos y la manipulación del medio ambiente de ciertas maneras que tienen efectos secundarios destructivos.
Kaluu ha usado medios místicos para hacerse inmortal. No envejece, pero puede ser asesinado por medios externos.
Kaluu es un maestro de varias artes marciales asiáticas, pero prefiere no participar en el combate físico. Ha estudiado ampliamente la hechicería y posee un vasto conocimiento de la tradición mágica negra.
Kaluu anteriormente usaba un parche en el ojo que cubría su ojo izquierdo, aunque este ojo ha sido restaurado.